# ラネット
株式会社ラネット（英: RANET Co., Ltd.）は、東京都豊島区に本社を置く、モバイル通信キャリアの一次代理店と仮想移動体通信事業（MVNO）を中核とした企業。

## 概要
2002年8月26日に株式会社ラネットを設立。モバイル通信で新しい”ワクワク”を生み出し、人と未来をつなぐ「架け橋」となることをビジョンとして掲げている。移動体通信の販売代理店事業として、ドコモショップ、auショップ、UQスポット、ソフトバンクショップ、ワイモバイルショップ、楽天モバイルの直営店の運営や、ビックカメラ、コジマ、ソフマップの販売代理店事業を展開。また、MVNO事業として、ビックカメラの店舗・オンラインで申込できる格安SIMのBIC SIM及びBIC WiMAXの販売も展開している。この他、ソリューション事業として、法人向けコンサルティング、通信系ソリューション、VR事業、ネットワークカメラ事業等を行っている。

## 沿革
- 2002年（平成14年）
  - 8月
    - 株式会社ラネットを設立。
    - au代理店事業開始

  - 10月 - auの代理店として池袋に直営1号店のauショップ池袋北口駅前店（東京都豊島区西池袋1-29-2）をオープン
- 2003年（平成15年）1月 - 株式会社ビックカメラと取引開始
- 2004年（平成16年）
  - 12月
    - 株式会社ボーダレスを子会社として設立
    - ボーダフォン（現 : ソフトバンク）の代理店事業開始
- 2005年（平成17年）
  - 7月 - ボーダフォン（現 : ソフトバンク）の代理店として豊島区駒込に直営1号店のソフトバンク駒込店をオープン
  - 10月 - 大阪に関西支社[2]を開設（所在地 : 大阪府大阪市福島区福島7-20-1KM西梅田ビル13F）
- 2006年（平成18年）9月 - ウィルコム（現 : ワイモバイル）代理店事業開始
- 2008年（平成20年）
  - 1月 - 本社を豊島区池袋2丁目大河内ビルに移転
  - 8月 - イー・モバイル（現 : ワイモバイル）代理店事業開始
- 2009年（平成21年）
  - 7月
    - 「BIC WiMAX SERVICE POWERED by UQ WiMAX」事業開始
    - MVNO事業参入
- 2010年（平成22年）
  - 3月 - 福岡に九州支社[2]を開設
  - 12月 - イー・モバイルの代理店として浜松町に直営1号店の浜松町店（現 : ワイモバイル浜松町店）開店
- 2011年（平成23年）
  - 6月 - ウォーターサプライ事業開始
  - 12月 - MVNO事業として「EMOBILE通信サービス ビックカメラオリジナルプラン（現 : BIC 4G LTE SERVICE powered by Y!mobile）」事業開始
- 2012年（平成24年）
  - 8月 - 株式会社ボーダレスと合併
  - 10月 - 株式会社コジマと取引開始
- 2013年（平成25年）
  - 6月
    - 株式会社インターネットイニシアティブ代理店事業開始
    - MVNO事業として「BIC SIM[4] powered by IIJ」販売開始

  - 10月
    - 名古屋に中部支社[2]を開設
    - 仙台に東北支社[2]を開設
- 2014年（平成26年）
  - 12月
    - 株式会社ラネットコミュニケーションズ関東を子会社として設立
    - 株式会社ラネットコミュニケーションズ東海を子会社として設立
    - 株式会社ラネットコミュニケーションズ関西を子会社として設立
    - NTTドコモの代理店事業開始
- 2015年（平成27年）12月 - 株式会社ラネットコミュニケーションズを設立（株式会社ラネットコミュニケーションズ関東、株式会社ラネットコミュニケーションズ東海、株式会社ラネットコミュニケーションズ関西の3社を統合）
- 2016年（平成28年）11月 - 株式会社ラネットコミュニケーションズを吸収合併[5]
- 2017年（平成29年）8月 - 中部支社を移転。支社名を中部支社から東海支社に変更
- 2021年（令和3年）2月 - アロージャパン株式会社を子会社化
- 2022年（令和4年）8月 - アロージャパン株式会社を吸収合併
- 2023年（令和5年）7月 - 10月1日付で、TDモバイルの事業を承継すると発表した[6]。

※株式会社ラネットの沿革の出典

## 主なサービス
モバイル通信キャリアの一次代理店と仮想移動体通信事業（MVNO）を中核にサービスを展開。

### モバイル事業
直営店・代理店および家電量販店（ビックカメラ、コジマ、ソフマップ）にて移動体通信の販売代理店事業を展開。

#### モバイル事業の取扱い店舗数（2024年8月時点）
直営店 - 113店舗（ドコモショップ12店舗、auショップ15店舗、UQスポット2店舗、ソフトバンクショップ62店舗、ワイモバイルショップ13店舗、楽天モバイルショップ9店舗）
取扱い家電量販店 - 約200店舗（ビックカメラ、コジマ、ソフマップ）

### MVNO事業
高速モバイルインターネット通信のMVNO「BIC WiMAX SERVICE」、「BIC 4G LTE SERVICE」の運営や、国内外のSIMフリーデバイスで利用できる「BIC SIM」を提供。

### ソリューション事業
通信関連の商品やサービスの法人向けソリューションを提供。

### 関連事業
VRカメラ事業（Meta、PICOの認定パートナーとして各種VRデバイスの販売）。
ネットワークカメラ事業（ネットワークカメラサービス「キヅクモ」の展開）。

## 関連会社等
- 株式会社TDモバイル（子会社）